# Ismael Rodríguez
Ismael de Jesús Rodríguez Vega (10 de janeiro de 1981) é um futebolista profissional mexicano que atua como defensor.

## Carreira
Ismael Rodríguez representou a Seleção Mexicana de Futebol nas Olimpíadas de 2004.